# Wendy Natis
Wendy Yisbel Natis Bárcenas (Panama-Stad, 19 augustus 2002) is een Panamees voetbalspeelster die als verdediger actief is bij de Colombiaanse club América de Cali en de nationale ploeg van Panama.

## Clubcarrière
Natis Wendy Natis speelde voor haar 16e geen georganiseerd voetbal maar enkel bij de "birria's" in de buurt, aangezien ze andere sporten beoefende zoals volleybal, basketbal en worstelen. Ze werd voor het eerst gescout om voor een club te spelen door Raiza Gutiérrez, de huidige assistent-manager van het Panamees nationale vrouwenteam, voor de CD Universitario. Vervolgens tekende ze in februari 2021 voor CD Plaza Amador, beiden in de Panamese nationale competitie.
In januari 2022 tekende Natis voor América de Cali in de Colombiaanse vrouwenvoetbalcompetitie, waardoor ze profvoetballer werd.

## Internationale carrière
In februari 2022 werd ze geselecteerd voor het nationaal team U20 voor het CONCACAF-vrouwentoernooi U20 in Guatemala. Natis was een spits maar werd door coach Raiza Gutiérrez in de centrale verdediging geplaatst. Sindsdien speelt Wendy Natis altijd centraal, zowel voor América de Cali als voor het nationale team.
Natis maakte deel uit van de selectie van 23 speelsters die door Nacha Quintana op 26 januari 2023 bekendgemaakt werd voor de intercontinentale play-offs in februari in Nieuw-Zeeland en zich kwalificeerden voor het Wereldkampioenschap voetbal vrouwen 2023. Vervolgens maakte ze deel uit van de selectie op het WK 2023.
1: Fábrega ·
2: Jaén ·
3: Natis ·
4: Castillo ·
5: Pinzón ·
6: Salazar ·
7: E.Cedeño ·
8: González ·
9: Riley ·
10: Cox ·
11: Mills · 12: Bailey · 13: Tanner · 14: Montenegro · 15: Vargas · 16: Espinosa · 17: Batista · 18: Hernández · 19: L.Cedeño · 20: Quintero · 21: De Obaldía · 22: Córdoba · 23: Baltrip-Reyes · Coach: Quintana